# Careproctus comus
Careproctus comus és una espècie de peix pertanyent a la família dels lipàrids.

## Descripció
- Fa 9,9 cm de llargària màxima.
- Nombre de vèrtebres: 54-62.[4]

## Hàbitat
És un peix marí, demersal i de clima polar (55°N-51°N, 170°E-165°W) que viu entre 189 i 400 m de fondària.

## Distribució geogràfica
Es troba a les illes Aleutianes.